# Gărbăuți, Adâncata
Gărbăuți, întâlnit și sub fomele Gârbovăț și Gherbăuți (în ucraineană Горбівці, transliterat Horbivți, în rusă Горбовцы și în germană Gerboutz) este un sat în raionul Adâncata din regiunea Cernăuți (Ucraina), depinzând administrativ de comuna Tereblecea. Are 932 locuitori, preponderent ucraineni (ruteni).
Satul este situat la o altitudine de 335 metri, în partea de centru a raionului Adâncata.

## Istorie
Localitatea Gărbăuți a făcut parte încă de la înființare din regiunea istorică Bucovina a Principatului Moldovei.  
După anexarea Bucovinei de către Imperiul Habsburgic în anul 1775, localitatea Gărbăuți a făcut parte din Ducatul Bucovinei, guvernat de către austrieci, făcând parte din districtul Siret (în germană Sereth).  
După Unirea Bucovinei cu România la 28 noiembrie 1918, satul Gărbăuți a făcut parte din componența României, în Plasa Siretului a județului Rădăuți. Pe atunci, majoritatea populației era formată din ucraineni, existând și o comunitate de români. 
Ca urmare a Pactului Ribbentrop-Molotov (1939), Bucovina de Nord a fost anexată de către URSS la 28 iunie 1940, reintrând în componența României în perioada 1941-1944. Apoi, Bucovina de Nord a fost reocupată de către URSS în anul 1944 și integrată în componența RSS Ucrainene. 
Începând din anul 1991, satul Gărbăuți face parte din raionul Adâncata al regiunii Cernăuți din cadrul Ucrainei independente. Conform recensământului din 1989, numărul locuitorilor care s-au declarat români plus moldoveni era de 289 (282+7), reprezentând 30,98% din populație . În prezent, satul are 932 locuitori, preponderent ucraineni.

## Demografie
Componența lingvistică a localității Gărbăuți
     Ucraineană (97,64%)
     Română (1,72%)
     Alte limbi (0,65%)
Conform recensământului din 2001, majoritatea populației localității Gărbăuți era vorbitoare de ucraineană (97,64%), existând în minoritate și vorbitori de română (1,72%).
1989: 933 (recensământ)
2007: 932 (estimare)

## Recensământul din 1930
Componența etnică a comunei Gărbăuți (județul Rădăuți)
     Români (46,26%)
     Ruteni (51,98%)
     Polonezi (1,76%)
Componența confesională a comunei Gărbăuți
     Ortodocși (93,96%)
     Greco-catolici (3,74%)
     Romano-catolici (2,3%)
Conform recensământului efectuat în 1930, populația comunei Gărbăuți se ridica la 910 locuitori. Majoritatea locuitorilor erau ruteni (51,98%), cu o minoritate de români (46,26%) și una de polonezi (1,76%). Din punct de vedere confesional, majoritatea locuitorilor erau ortodocși (93,96%), dar existau și greco-catolici (3,74%) și romano-catolici (2,3%). 